# Newgrounds
Newgrounds is een Amerikaanse website met spellen en animaties. Newgrounds is gecreëerd door Tom Fulp, die het beheert samen met zijn oudere broer Wade Fulp en enkele vrienden. De site laat gebruikers toe hun eigen videos, spellen, audio en kunst te uploaden om ze door het grote publiek te laten beoordelen. De site heeft op dit moment meer dan 2.000.000 gebruikers en meer dan 500.000 geüploade videos en spellen.

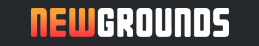
Dit is het huidige logo van Newgrounds

## Flash Portal
Dit is de plek waar de gebruikers hun flashanimaties en -spellen kunnen uploaden. Deze krijgen dan een eigen pagina en worden dan door andere gebruikers beoordeeld met de cijfers 0-5. Op deze pagina kan men ook recensies schrijven. Als de flash nog in het portal is en de score onder een bepaalde grens ligt wordt het 'geblamd'. Dit houdt in dat de flash wordt verwijderd van de server en enkel nog maar een pagina te vinden is met de recensies en het commentaar van de maker, samen met een animatie.
De flash portal op Newgrounds was de allereerste volledig geautomatiseerde flash portal op het internet, en is gemaakt door Tom Fulp en zijn vriend Ross.
Doordat Flash sinds 31 december 2020 door Adobe geen updates en ondersteuning meer ontvangt en veel internetbrowsers ook geen ondersteuning meer bieden voor Flash, bood Newgrounds een lange tijd voor het einde van Flash al een optie om op HTML5 gebaseerde spellen te uploaden naar de site. Momenteel zijn er in plaats van het Flash Portal het Games Portal en het Movies Portal gekomen. Oude flashanimaties en -spellen zijn nog steeds beschikbaar op de site en kunnen (af)gespeeld worden door middel van de Newgrounds Player (zie: Geschiedenis).

## Audio Portal
Op de audio kan men zelfgemaakte muziek uploaden om het door andere gebruikers te laten beoordelen en reviewen. Bij de audio portal kan audio niet worden "geblamd", ze zullen nooit verwijderd worden, hoe laag hun score ook is. Alles in het audio portaal valt onder de Creative Commons. Flash-gebruikers kunnen deze muziek downloaden van het audio portaal om zo in hun eigen flash videos/spelletjes te kunnen gebruiken.
Op 28 januari 2021 behaalde Newgrounds de mijlpaal 1.000.000 nummers.

## Art Portal
Sinds 2009 heeft Newgrounds ook een portaal voor kunst, waarop vooral digitale kunstwerken zoals digitale tekeningen worden geüpload.

## Geschiedenis
- 1991: Tom Fulp lanceert het eerste New Ground fanblad vanuit zijn ouders kelder. De naam New Ground was afgeleid van Neo (nieuw) Geo (grond of aarde), een toentertijd populaire spelcomputer.
- 1995: Tom Fulp lanceert zijn eerste webpagina: New Ground Remix.
- 1996 - maart 1998: Tom Fulp gaat naar Drexel University. Omdat hij vanaf daar de server van New Ground Remix niet kan bereiken, lanceert hij New Ground Atomix vanaf zijn universitaire webruimte. Hij maakt de flashvideos Cat Dynamics en Beep me Jesus.
- Lente 1998 - herfst 1998: Tom verhuist naar een appartement, waarvandaan hij weer bij New Ground Remix kan komen, en begint te experimenteren met Macromedia flash en creëert een flashvoorpagina voor New Ground Atomix. De bekende video Teletubby Fun Land wordt gemaakt.
- herfst 1998: Tom wordt gebeld door Inside Edition, dat een verhaal over zijn flashfilm Assassin wil maken. Om het voor bezoekers makkelijker te maken zijn URL te onthouden, besluit hij een domein te registreren. Omdat het domein newground.com al bezet is, kiest hij voor newgrounds.com. Inside Edition verliest uiteindelijk interesse in het verhaal, maar Tom wordt daardoor niet ontmoedigd. Newgrounds heeft op dat moment zoveel bezoekers dat hij gedwongen wordt om van server te veranderen, en hij begint T-shirts te verkopen om de kosten te betalen.
- 1999: Tom moet meerdere keren van server en host veranderen om de steeds maar groeiende bandbreedte van de gebruikers aan te kunnen. Hij begint banneradvertenties op de site te plaatsen om de onderhoudskosten te betalen, die gestegen zijn tot meer dan 1000 dollar per maand. Hij besluit partner te worden van Tromaville, die akkoord gaan in ruil voor een gedeelte van de winst van de advertenties. Newgrounds komt in een paar rechtszaken terecht, waaronder een met de BBC. Newgrounds wordt genoemd in Stuff Magazine, Wired Magazine en vele andere magazines en online nieuwssites. Tom creëert ook nog de flashgame Pico, die werd genoemd als het beste van Flash 3 programmeren. Aan het eind van het jaar had hij ook de flashgames UFA en Samurai Asshole uitgebracht.
- 2000: Tom voegt een chatroom en forum (beter bekend als NG BBS (Newgrounds Bulletin Board System)) toe. Hij creëerde The Portal, die gebruikers in staat stelt om hun eigen flash-creaties te uploaden. Helaas moet Tom zelf animaties selecteren en posten. Het portaal krijgt zoveel videos en games te verwerken dat het voor Tom onmogelijk is om ze allemaal te bekijken. Hij en zijn vriend Ross werken aan een manier om alle uploads automatisch op het portaal te laten verschijnen en zo het probleem op te lossen. Tom stopt met zijn baan en stopt samen met Ross met hun studie. Wanneer het geautomatiseerde portaal gelanceerd wordt, wordt het het meest bekeken gedeelte van Newgrounds. Tom maakt nog twee games: Wasted Sky en de Politie Simulator. Hij ontmoet Shok, een Newgrounds-lid, in een nachtclub in Philadelphia, worden goede vrienden en creëren FDA. Ross maakt een nieuw BBS-systeem en Tom huurt zijn broer Wade in om de site te onderhouden. Tegen het eind van 2000 is Newgrounds een van de grootste en actieve community's op het internet.
- 2001: Algemeen bekend als het jaar waarin de internetindustrie instortte, is 2001 ook geen goed jaar voor Newgrounds. Tom ziet veel entertainmentsites ermee stoppen en de inkomsten van de advertenties zakken merkbaar. Newgrounds probeert om het hoofd financieel gezien boven water te houden. Ross neemt een tweede baan. De website wordt steeds geactualiseerd en Tom bleef Flashgames en -animaties uitbrengen, zoals Crazy Shuttle en Captain Low-Rez.
- 2002: De Newgroundsservers worden niet geactualiseerd vanwege financiële problemen. Ross moet zijn baan bij Newgrounds opgeven. Newgrounds groeit ook niet zo snel als de afgelopen twee jaar. Tom en Ross besluiten terug te gaan naar Drexel en Tom studeert af in de informatica. Ondanks het feit dat school een groot deel van zijn tijd opslokt, maakt hij toch Alien Hominid. James, een oude vriend van Tom, schoonde de PHP-programmatuur van Newgrounds op, wat resulteerde in betere prestaties van de software. Tom bracht ook drie nieuwe games uit: Domo-Kun's Angry Smashfest, Chainsaw the Children en Sack Smash 2003.
- 2003: Tromaville laat Newgrounds los uit hun contract, waardoor Tom vrije controle krijgt over de servers in New York, die hij laat verhuizen naar Philadelphia. Op dit punt zijn de kosten om Newgrounds in de lucht te houden meer dan 10.000 dollar per maand. Tom lanceert het Audio Portal, dat gebruikers in staat stelde om hun eigen muziek en geluidseffecten te uploaden. De lay-out van de site wordt ook opnieuw gedaan. Tom begint ook te werken aan een versie van Alien Hominid voor Xbox Live Arcade. Het programmeren van het spel verhindert hem om nieuwe games en videos te uploaden, maar de gebruikers blijven dit wel doen.
- 2004: Tom en Dan Paladin (ook bekend onder pseudoniem 'Synj') brengen, onder de naam The Behemoth de consoleversie van Alien Hominid uit.
- 2004: Newgrounds krijgt een flash van gman250, genaamd de Numa Numa Dance. Dit resulteert in internationale aandacht voor Newgrounds en gman (ook bekend als Gary). De animatie gaat snel het internet rond en staat in vele grote kranten, waaronder de New York Times. Het is ook te zien in vele televisieshows.[bron?] Alien Hominid is genomineerd op het Independent Games Festival (IGF) en wint er drie prijzen, maar niet de grote prijs, die naar Edmund Hillen gaat voor zijn game Gish.
- 2006: Newgrounds krijgt een nieuwe lay-out en een sectie die speciaal gemaakt is voor een browser op de PSP spelcomputer.
- 2007: Newgrounds' langverwachte redesign is er eindelijk. Een heel nieuwe lay-out, een uitbreiding van het audio portal en nieuwe level-icoontjes. Hierbij is ook gelijk het level-systeem verbeterd waardoor de limiet van 30 naar 60 werd verhoogd.
- 2008: Het tweede Xbox Live Arcade spel van The Behemoth komt uit: Castle Crashers. Daarnaast introduceert Newgrounds een systeem waarmee de auteurs van Flash-videos en spellen mee kunnen delen in de reclameopbrengsten.
- 2012: Er is opnieuw een grote aanpassing gemaakt aan de lay-out van de site. Hierin zijn onder andere de referenties naar 'Flash' verdwenen. De site wil zich ook gaan richten op animaties en spellen die met andere technieken gemaakt zijn.
- 2018: De site ondergaat een golf van nieuwe leden die oorspronkelijk van Tumblr kwamen, toen deze website volwassen content begon te beperken nadat er illegale kinderporno werd gevonden, waarna de iOS app werd verwijderd uit de App Store.
- Zomer 2019: De administratie van Newgrounds komt met hun eigen Flashspeler onder de naam Newgrounds Player, wat door sommigen wordt gezien als een "oplossing voor het spelen van Flashspellen en -films" die worden gehost op de site, sinds de ondersteuning voor Flash door Adobe in 2020 zou worden beëindigd
- 2021: Op 18 april wordt een grote update voor het populaire browserspel Friday Night Funkin', exclusief gelanceerd on Newgrounds, waardoor de servers van de website overbelast raken door het grote aantal mensen wat de website bezoekt om het spel te spelen.

## Groepen en crews
Vele groepen hebben zich gevormd in de Newgrounds-community, waaronder de Clock Crew, het Lock Legion en de Kitty Krew. De kwaliteit van de flashes gemaakt door deze groepen is heel verschillend, afhankelijk van de personen die eraan hebben gewerkt.
In 2009 heeft een groep genaamd the Duck Division succesvol een paar moderators van Newgrounds gephisht, en een groot aantal berichten op het Newgrounds-forum verwijderd met deze accounts. De gehackte moderators zijn veranderd van status naar gewone gebruikers, en ze kunnen nooit meer moderator worden, aangezien ze de website in gevaar hebben gebracht.
Een andere populaire activiteit op Newgrounds is een collab, een samenwerking van verschillende animeerders, artiesten, schrijvers en programmeurs.
Een aantal bekende collabs op het Newgroundsportaal zijn:
- Madness day
- Newgrounds Jam
- Pico day
- A Simple Line
- NG Vs.
- Newgrounds Time Trial
- One Love
- Artificial High
- The lazer collection
- Sonic shorts
- Daily Toons
- 10 Second Showcase
- The Locklegion's Hotel California
- The Matrix Has You/The Matrix Still Has You (geregisseerd door Legendary Frog)
- Blamformers

### Algemeen
- Website Newgrounds
- Website Alien Hominid
- Newgrounds Wiki over de geschiedenis van de site